# Amadeus fest
Amadeus fest, hrvatski festival komorne glazbe međunarodnog karaktera. Održava se u Bjelovaru. Prvo izdanje festivala bilo je 2018. godine. Na festivalu se predstavlja glazbu skladatelja Wolfganga Amadeusa Mozarta. Program se održava na na više mjesta, od gradskoga središta do atrija muzeja. Organizira ga Bjelovarska udruga glazbenih umjetnika koja festival stvara u suradnji s Glazbenom školom Vatroslava Lisinskog Bjelovar te pod pokroviteljstvom Grada Bjelovara.
U Bjelovarskoj udruzi glazbenih umjetnika su akademski glazbenici podrijetlom s područja Bjelovara, njihovi kolege i prijatelji. Pokretači festivala na pokretanje je nadahnula činjenica da su grad Bjelovar i skladatelj Mozart rođeni u istoj godini, 1756. godini. Bjelovarska arhitektonska baština i tradicija bliska je glazbenoj tradiciji Mozartove glazbe. Zbog toga Bjelovar pruža izvrsne ambijente za sviranje Mozartove komorne glazbe poput barokne katedrale sv. Terezije Avilske, atrija Gradskog muzeja, zgrade Poglavarstva grada Bjelovara, bivše austro-ugarske vojarne te glazbenog paviljona u gradskom parku. Festival je dobrodošao bivšim učenicima bjelovarske Glazbene škole koji su angažman našli izvan svog grada, za se predstaviti u svom gradu.

## Vanjske poveznice
- Facebook

]